# Symphyonema montanum
Symphyonema montanum är en tvåhjärtbladig växtart som beskrevs av Robert Brown. Symphyonema montanum ingår i släktet Symphyonema och familjen Proteaceae. Inga underarter finns listade i Catalogue of Life.